# Yang Junxuan
Yang Junxuan (em chinês:  杨浚瑄; Zibo, 26 de janeiro de 2002) é uma nadadora chinesa, campeã olímpica.

## Carreira
Junxuan conquistou a medalha de ouro nos Jogos Olímpicos de Verão de 2020 em Tóquio na prova de revezamento 4×200 m livre feminino, ao lado de Tang Muhan, Zhang Yufei, Li Bingjie, Dong Jie e Zhang Yifan, com a marca de 7:40.33.